# Leucophenga argentata
Leucophenga argentata är en tvåvingeart som först beskrevs av Meijere 1914.  Leucophenga argentata ingår i släktet Leucophenga och familjen daggflugor. Inga underarter finns listade i Catalogue of Life.